# Castelo de Highclere
O Castelo de Highclere (Highclere Castle) é uma casa senhorial, cujo estilo jacobita atual foi criado pelo arquiteto inglês Charles Barry, com um parque projetado pelo paisagista britânico Capability Brown. A propriedade de 5.000 acres (2.000 ha) fica na cidade de Highclere, no condado de Hampshire, na Inglaterra, cerca de 8 km ao sul de Newbury, Berkshire. Ela é a sede do Conde de Carnarvon, um ramo da família anglo-galesa Herbert.
O Castelo de Highclere foi um local de filmagem da série de comédia britânica Jeeves and Wooster, a qual era estrelada pelos comediantes Hugh Laurie e Stephen Fry. A propriedade também foi usada como o principal local de filmagem da série britânica Downton Abbey. O grande salão, a sala de jantar, a biblioteca, a sala de música, a sala de estar, o salão e vários dos quartos localizados no interior também foram utilizados nas filmagens.
O castelo, a exposição egípcia e os jardins estão abertos ao público durante os meses de verão e também em outras épocas do ano. O castelo também realiza eventos especiais pagos ao longo do ano.

## História

### Primórdios
O castelo fica no local onde antes havia uma casa, a qual fora construída sobre as fundações do palácio medieval dos Bispos de Winchester, que adquiriram a propriedade no século XIX.  O local original foi registrado no Domesday Book.

### Eduardo II
Um itinerário do Rei Eduardo II menciona que ele tenha passado o dia 2 de setembro de 1320 com Rigaud de Assier, o Bispo de Winchester, em Bishop's Clere, também conhecido como Highclere. Na mesma turnê ele esteve, em 31 de agosto de 1320, em Sandleford Priory, onde ele aparentemente passou a noite, e, em 29 e 30 de agosto, ele esteve em Crookham, Berkshire.

### Robert Sawyer
Desde 1679, Highclere tem sido o lar dos Condes de Carnarvon e seus antepassados. Em 1692, Sir Robert Sawyer, um advogado, membro do Parlamento do Reino Unido, e amigo de faculdade de Samuel Pepys, deixou uma mansão em Highclere para sua única filha, Margaret, a primeira esposa do 8º Conde de Pembroke. Seu segundo filho, Robert Sawyer Herbert, herdou Highclere, e lá começou sua coleção de retratos e criou os templos do jardim. Seu sobrinho e herdeiro, Henry Herbert, foi nomeado Barão Porchester e mais tarde Conde de Carnarvon pelo Rei Jorge III.

### Famílias Milles e Pococke
Em 1680 Sir Robert Sawyer apresentou a existencia de Highclere ao Rev. Isaac Milles (1638-1720), o mais velho, que permaneceu lá até sua morte. White Oak foi o presbitério onde Milles levou alunos, incluindo muitos dos filhos de Thomas Herbert, 8º Conde de Pembroke, por casamento o novo proprietário de Highclere. Rev. Isaac Milles (fl. 1701-1727), o mais novo, continuou com a escola de seu pai em Highclere. A filha mais jovem de Milles, Elizabeth, casou-se com o Reverendo Richard Pococke, LL.B. (1660–1710), e teve o Rt. Rev. Richard Pococke (1704–1765), que tendo siso educado por seu avô Milles, em sua escola na reitoria de Highclere, tornou-se o capelão doméstico de Philip Stanhope, 4º Conde de Chesterfield, e depois Bispo de Ossory e Meath, e um renomado escritor de viagens e orientalista.
O Bispo Pococke foi um dos primeiros colher sementes do Cedro do Líbano, o que ele fez durante sua visita ao Líbano em 1738. Algumas dessas sementes germinaram e cresceram em Highclere e Wilton House, mas provavelmente também na vizinha Sandleford e na casa de sua família Newtown House, em Hampshire.
Coincidentemente, o aparentemente não parente anterior Rev. Edward Pococke (1604–1691), outro orientalista, foi em algum momento vigário de Chieveley, e depois Reitor de Childrey, ambos próximos, em Berkshire, fora um importador ainda mais precoce do cedro. E de seus seis filhos, o mais velho, Edward Pococke (1648–1727) foi capelão do Conde de Pembroke, e Reitor de Minall ou Mildenhall, Wiltshire (1692), e cânone de Salisbury (1675).

### Descrição de William Cobbett
William Cobbett (1763-1835), em seu diário de 2 de novembro de 1821, enquanto em Hurstbourne Tarrant, escreveu:

Eu vim de Berghclere hoje de manhã, e pelo parque do Lorde Caernarvon, em Highclere. É uma bela estação para olhar a vegetação. Os carvalhos ainda estão cobertos, as faias em seus melhores trajes, os olmos ainda bem verdes e os belos freixos apenas começando a apagar. Isto é, de acordo com meu gosto, o parque mais bonito que eu já vi. Uma grande variedade de colinas e vales. Uma boa quantidade de água, e isso, em uma parte, só quer as cores das árvores americanas para fazer parecer um riacho; pois a água corre ao longo de uma colina íngreme, densamente coberta de árvores, e os galhos das árvores mais baixas pendem na água e escondem a margem completamente.
Eu gosto deste lugar mais do que Fonthill, Blenheim, Stowe, ou qualquer outra propriedade que eu tenha visto. Com a casa eu não me importei, embora parecesse grande o suficiente para conter metade de um vilarejo. As árvores são muito boas, e os bosques seriam mais bonitos se os lariços e abetos fossem queimados, que é a unica coisa para que eles servem. A grande beleza do lugar é, os lindos declives, tão íngremes, em alguns lugares, como o telhado de uma casa, que formam uma espécie de limite, na forma de uma parte de um crescente, a cerca de um terço do parque e, em seguida, incline-se e fica mais distante, por cerca de metade da terceira parte. Uma parte desses declives é coberta de árvores, principalmente de faias, cuja cor, nesta estação, forma um belo contraste com o próprio declive, que é tão verde e tão suave! Do vale no parque, ao longo do qual nós montamos, nós olhamos aparentemente quase perpendicularmente para cima nos declives, onde as árvores se estenderam por semente mais em alguns lugares do que em outros, e assim formaram numerosas partes salientes de várias formas, e, claro, muitas clareiras de diferentes formatos. Estas, que são sempre tão bonitas em florestas e parques, são peculiarmente belas nesta situação elevada e com a verdura tão suave como a desses declives calcários.
Nossos cavalos bateram em uma ou duas lebres ao atravessarmos o parque; e, embora não tenhamos encontrado arcos góticos feitos de abeto escocês, vimos algo muito melhor; ou seja, cerca de quarenta vacas, as mais bonitas que já vi, a cor pelo menos. Elas parecem ser da raça Galloway. Elas são chamados, neste país, de raça do Lorde Caernarvon. Elas não têm chifres, e sua cor é um fundo de branco com manchas pretas ou vermelhas, estas manchas são desde de o tamanho de um prato ao de uma moeda; e alguns deles não têm manchas pequenas. Esse gado estava deitado junto no espaço de cerca de um acre de terra: eles estavam em excelentes condições, uma visão tão boa do tipo que eu nunca vi.

### Século XIX
A casa era então uma clássica mansão quadrada, mas foi remodelada e amplamente reconstruída para o terceiro Conde, seguindo um projeto de Sir Charles Barry, entre 1839-1842, durante sua construção das Casas do Parlamento. Feita no estilo jacobita e com fachada em pedra de Bath, refletindo o renascimento vitoriano da arquitetura inglesa do final do século XVI e início do XVII, quando a arquitetura Tudor estava sendo desafiada pelas influências da recém-chegada arquitetura renascentista.

### Fundação do Canadá
Na década de 1860, o 4º Conde elaborou o Ato da América do Norte Britânica de 1867, no castelo, junto do Primeiro-ministro do Canadá John A. Macdonald, do advogado e político canadense George-Étienne Cartier e do também político canadense Alexander Tilloch Galt, os quais assinaram o livro de visitas em 1866. O 4º Conde apresentou o Ato ao Parlamento em fevereiro de 1867, e isso levou à fundação da nação atualmente conhecida como Canadá no final daquele ano.
Após a descoberta de documentos entre o 4º Conde e John A. Macdonald, mostrando oito semanas de correspondência quase diária, Janice Charette, a Alta Comissária Canadense no Reino Unido, reconheceu em 11 de janeiro de 2018 o papel central do 4º Conde na criação do Canadá, plantando uma árvore de bordo no gramado do castelo.

### Descoberta de Tutancâmon
O castelo tornou-se o lar de artefatos egípcios depois que George Edward, 5.º Conde de Carnarvon, um entusiasmado egiptólogo amador, patrocinou a escavação dos túmulos dos nobres em Deir Elbari (Tebas) em 1907. Mais tarde, ele acompanhou o arqueólogo Howard Carter durante a descoberta da tumba de Tutancâmon em 1922.

### Século XX
Durante a Segunda Guerra Mundial, o castelo forneceu uma casa para dezenas de crianças evacuadas. A propriedade foi o local de várias colisões de aeronaves aliadas, incluindo a de um Boeing B-17 Flying Fortress, cujas algumas partes são agora de posse de Highclere.
Em 1969, Henry Herbert, 7.º Conde de Carnarvon, tornou-se tratador de cavalos de Rainha Elizabeth II. O 7.º Conde era grande amigo da Rainha e o visitou frequentemente até sua morte em 2001. 

### Século XXI
Em 2009, o castelo estava em extrema necessidade de grandes reparos, com apenas os primeiros andares ainda utilizáveis. Danos causados pela água causaram o desmoronamento das pedras e a queda dos tetos; pelo menos 50 quartos ficaram inabitáveis. O oitavo conde e sua família viviam em uma "modesta cabana no terreno"; ele disse que seus ancestrais eram responsáveis pelos problemas de longo prazo do castelo. Em 2009, os reparos necessários para toda a propriedade foram estimados em cerca de £12 milhões, dos quais £1,8 milhões apenas para o castelo.
No final de 2012, Lord e Lady Carnarvon afirmaram que um aumento dramático no número de visitantes pagantes permitiu que eles iniciassem grandes reparos nas torres de Highclere e em seu interior. A família atribui esse aumento de interesse às filmagens no local da série britânica Downton Abbey. A família vive agora em Highclere durante os meses de inverno, mas retornam à sua cabana no verão, quando o castelo encontra-se aberto ao público.

## Detalhes
Há diversas construções na propriedade. À leste da casa encontra-se o Templo de Diana, erguido antes de 1743 com colunas de ordem jônica da Casa Devonshire em Piccadilly. "Heaven's Gate" é uma construção de cerca de 60 metros de altura em Sidown Hill, construído em 1749 por Hon. Robert Sawyer Herbert (d. 1769). Outras construções do século XVIII que podem ser encontradas nos terrenos da propriedade incluem o Castelo de Jackdaw e o Templo Etrusco.
O azevinho híbrido (Ilex x altaclerensis) (azevinho de Highclere) foi desenvolvido na propriedade por volta de 1835, através da hibridação do Ilex perado de Madeira (cultivado em estufa) com o Ilex aquifolium nativo do local.
O parque que circunda o castelo é classificado como Grau I no Registro de Parques e Jardins Históricos, como sendo uma construção de excepcional interesse.
O castelo, a exposição egípcia e os jardins estão abertos ao público durante os meses de verão e também em outras épocas do ano. O castelo também realiza eventos especiais pagos ao longo do ano.